# 昨日消えた男 (1964年の映画)
『昨日消えた男』（きのうきえたおとこ）は、1964年に公開された森一生監督の日本映画。

## 概要
1941年に公開された同名作品の再映画化であるが、内容上の繋がりはない。江戸時代中期、8代将軍徳川吉宗を主人公にした時代劇サスペンス・ミステリー作品。

## あらすじ
江戸時代中期、8代将軍徳川吉宗（8代目・市川雷蔵）は同心を束ねる大岡越前守忠相（三島雅夫）に、身分を同心と偽り、現場で事件解決に関われるよう懇願した。その頃、勅使五条大納言兼広卿の着任の報が知らされていて、その着任前に同心として活動したいからだった。
そして願い通り同心となった吉宗は町でお浪（藤村志保）が切り盛りする飲み屋「碇屋」で大橋兼四郎（宇津井健）と名乗る浪人に出会い酒を酌み交わし、そのまま兼四郎の住む長屋に居候することとなった。しかし兼四郎の長屋に到着すると、その土間には死体が投げ込まれていた。その死体の人物は、碇屋で「木材問屋美濃屋の持船竜神丸は幽霊船」との情報を教えてくれた巳之吉（南条新太郎）だった。
吉宗は手始めに巳之吉の雇用主だった回船問屋の河内屋善左衛門（11代目・嵐三右衛門）に兼四郎を会わせたが、なぜか善左衛門は血相を変えて吉宗たちを追い出した。善左衛門の一人娘であるお園（高田美和）は、父善左衛門の様子は3年ほど前から急変したと話した。
その日、「碇屋」では2人目の殺人が起きており、死んだのは兼四郎を探していた浪人だった。続けて、3人目の死者は河内屋が所有する船舶、住吉丸の船頭・嘉兵衛（寺島雄作）が水死体で上がっていた。4人目はお浪の兄で竜神丸の舵取りの清吉（木村玄）だった。その清吉の死体が握りしめていた紙片を手に取った吉宗は、美濃屋が怪しいと判断した。
しかし竜神丸に乗り込んだ兼四郎、お浪、お園は美濃屋の手下に捕まり、美濃屋の古井戸、秘密の穴蔵に閉じ込められてしまった。そこ知った美濃屋の秘密とは、幕府転覆を企む大名や浪人たちに武器弾薬を売りつける武器商人の商いを行おうとしていたのだった。兼四郎を追い出した河内屋はこの秘密を知っていて、4人の死者は知りすぎたから殺されたのだと解った。
そして吉宗に救い出された兼四郎の前で、貯蔵されていた弾薬が大爆発を起こした。吉宗は将軍として勅使を迎えるため兼四郎らと別れ、急ぎ江戸城へ戻る。そして江戸城謁見の間で吉宗が出会ったのは、兼四郎に扮していた五条大納言兼広本人の姿だった。

## スタッフ
- 監督 - 森一生[1]
- 企画 - 財前定生[1]
- 脚本 - 小国英雄[1]
- 撮影 - 本多省三[1]
- 音楽 - 大森盛太郎[1]
- 美術 - 太田誠一[1]
- 録音 - 林土太郎[1]
- 照明 - 伊藤貞一[1]
- 編集 - 谷口孝司[1]

## キャスト
- 8代目・市川雷蔵 - 8代将軍吉宗[1]
- 高田美和 - お園[1]
- 藤村志保 - お浪[1]
- 宇津井健[1] - 大橋兼四郎[3]（勅使五条大納言兼広[3]）
- 三島雅夫 - 大岡越前守忠相[1]
- 成田純一郎 - 石子伴作[1]
- 島田竜三 - 安藤対馬守重行[1]
- 北城寿太郎 - 大導寺亜膳[1]
- 中村豊 - 酒井加賀守[1]
- 2代目・澤村宗之助 - 美濃屋庄右衛門[1]
- 11代目・嵐三右衛門 - 河内屋善左衛門[1]
- 水原浩一 - 竹内金次郎[1]
- 南条新太郎 - 巳之吉[1]
- 寺島雄作 - 嘉兵衛[1]
- 越川一 - 仙太[1]
- 千石泰三 - 次郎助[1]
- 尾上栄五郎 - 老中水野和泉守忠之[1]
- 玉置一恵 - 松平伊賀守忠周[1]
- 原聖四郎 - 松平右近将監乗邑[1]
- 堀北幸夫 - 大槻源太夫[1]
- 岩田正 - 佐吉[1]
- 福井隆次 - 竜神丸松左衛門[1]
- 菊野昌代士 - 須藤左内[1]
- 木村玄 - 清吉[1]
- 細谷新吾 - 石川内匠頭[1]
- 橘公子 - おしげ[1]